# Eddie Rayner
Eddie Rayner, född 19 november 1952 i Lower Hutt, Wellington, Nya Zeeland, nyzeeländsk kompositör och skådespelare.